# Guaire Aidne
Guaire Aidne ['guarʴe 'aðʴnʴe], eigentlich Guaire Aidne mac Colmáin, ist der Name eines historischen irischen Königs von Connacht. Er regierte in der zweiten Hälfte des 7. Jahrhunderts und ist auch als handelnde Person in zwei mythisch/historischen Legenden der keltischen Mythologie Irlands überliefert.
Guaire Aidne ist in der Erzählung Caithréim Cellaig („Die Laufbahn Cellachs“) der Hauptfeind von Bischof Cellach und dessen Bruder König Muiredach, die er beide ermorden lässt. 
In Scéla Cano meic Gartnáin („Die Geschichte Canos, dem Sohn Gartnáns“) ist er der Vater von Créd, in die sich der geflüchtete schottische Prinz Cano unglücklich verliebt.